# 布里塞尼奧
布里塞尼奧是哥倫比亞的城鎮，位於該國北部，由安蒂奧基亞省負責管轄，距離首府麥德林181公里，始建於1886年，面積401平方公里，海拔高度1,200米，2005年人口7,953。

## 外部連結
- （西班牙文） Briceno official website

7°06′40″N 75°33′00″W / 7.11111°N 75.55000°W